# Jaded Heart
Jaded Heart ist eine 1994 gegründete, fünfköpfige Hard-Rock-Band aus Stockholm, Schweden und Duisburg, Deutschland. Die Band besteht aus den fünf Mitgliedern Johan Fahlberg (Gesang), Michael Müller (Bass), Peter Östros (Gitarre), Bodo Stricker (Schlagzeug) und Masahiro Eto (Gitarre).

## Geschichte
Jaded Heart wurden 1994 von Michael Müller, Axel Kruse, Dirk Bormann und dem Sänger Michael Bormann gegründet. Dirk Bormann verließ die Band nach der Veröffentlichung des ersten Albums Inside Out. Die folgenden Alben Slaves and Masters und Mystery Eyes spielte die Band mit verschiedenen Gastgitarristen ein. Auch live wurden Gastgitarristen herangezogen, bis man in Barish Kepic einen geeigneten Mitstreiter fand. Mit ihm ging Jaded Heart in die USA, um mit dem Produzenten und Axe-Mitglied Bobby Barth das Album IV einzuspielen. Dieses war das erste Album, welches auf einem professionellen Level produziert wurde und der Band weltweite Beachtung brachte.
The Journey Will Never End wurde in Deutschland von Tommy Newton (Helloween, Keeper of the Seven Keys) produziert.  Dies war das erste Album mit Keyboarder Henning Wanner, welcher Chris Ivo nach IV ersetzte. Die Band trennte sich aufgrund persönlicher Differenzen Ende 2004 von Michael Bormann und fand in dem Schweden Johan Fahlberg einen Nachfolger. Das Album Helluva Time genießt Kultstatus. Barish Kepic stieg aus persönlichen Gründen nach der Veröffentlichung aus und Jaded Heart engagierten einen Freund, den heute in der Band Dragonforce Bass spielenden Frédéric Leclercq, als Gitarristen für die anstehende Europa-Tournee an. Als fester Gitarrist fand man einen anderen Freund in Stockholm. Peter Östros war von nun an der zweite Schwede in Jaded Heart.
Mit diesem „Line-Up“ wurden Sinister Mind, Perfect Insanity und 2013 Common Destiny eingespielt und diverse Tourneen in Europa als Headliner und als Support für Bands wie Rage, Doro, Axel Rudi Pell und Shinedown gespielt. 2013 ging es für Jaded Heart das zweite Mal nach Japan um Common Destiny zu promoten. Common Destiny ist das erste Album auf dem Label Fastball Music. Das Album hielt sich wochenlang in den offiziellen DJ-Club Charts in Deutschland.
Während einer Tour durch Spanien und diversen Auftritten auf Sommerfestivals, so zum Beispiel dem Väsby Rock Festival in Schweden, begannen Jaded Heart an neuen Songs zu arbeiten und begaben sich schließlich im November 2015 ins Frankfurter Performance Studio. Im Frühjahr 2016 waren Jaded Heart mit ihrem 12. Album Guilty by Design (Massacre Records) zurück.
Im März 2016 wurde das Video zum Song Rescue Me veröffentlicht, das Album folgte am 22. April.

## Stil
Mit ihren eingängigen Melodien und Fahlbergs kraftvoller Stimme sind Jaded Heart typische Vertreter des europäischen Classic Rock mit starkem Hang zum Metal.

## Galerie

Jaded Heart, Besetzung live auf den Rock & Metal Day'z 2025 in Oschersleben
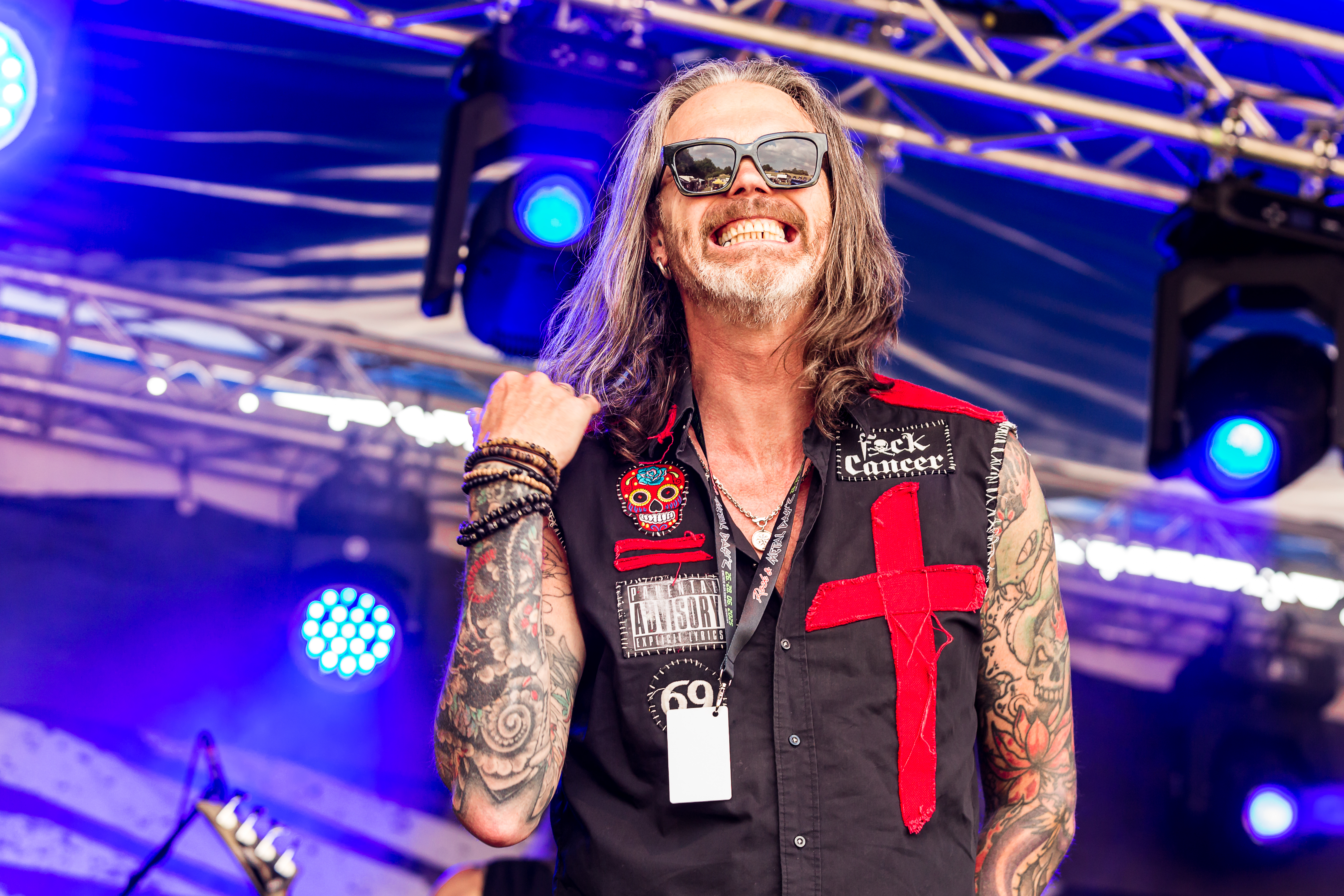
Sänger Johan Fahlberg
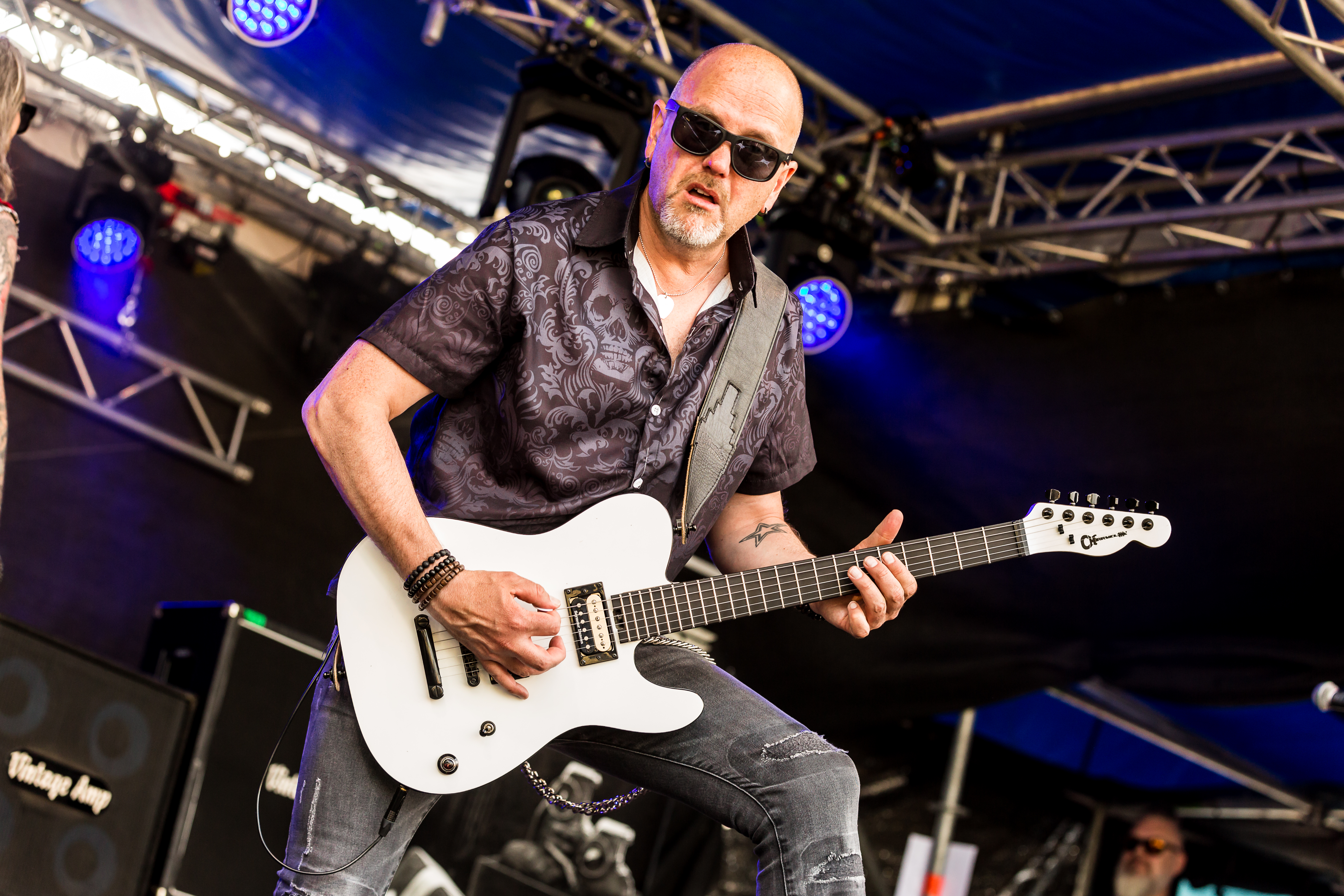
Gitarrist Peter Östros
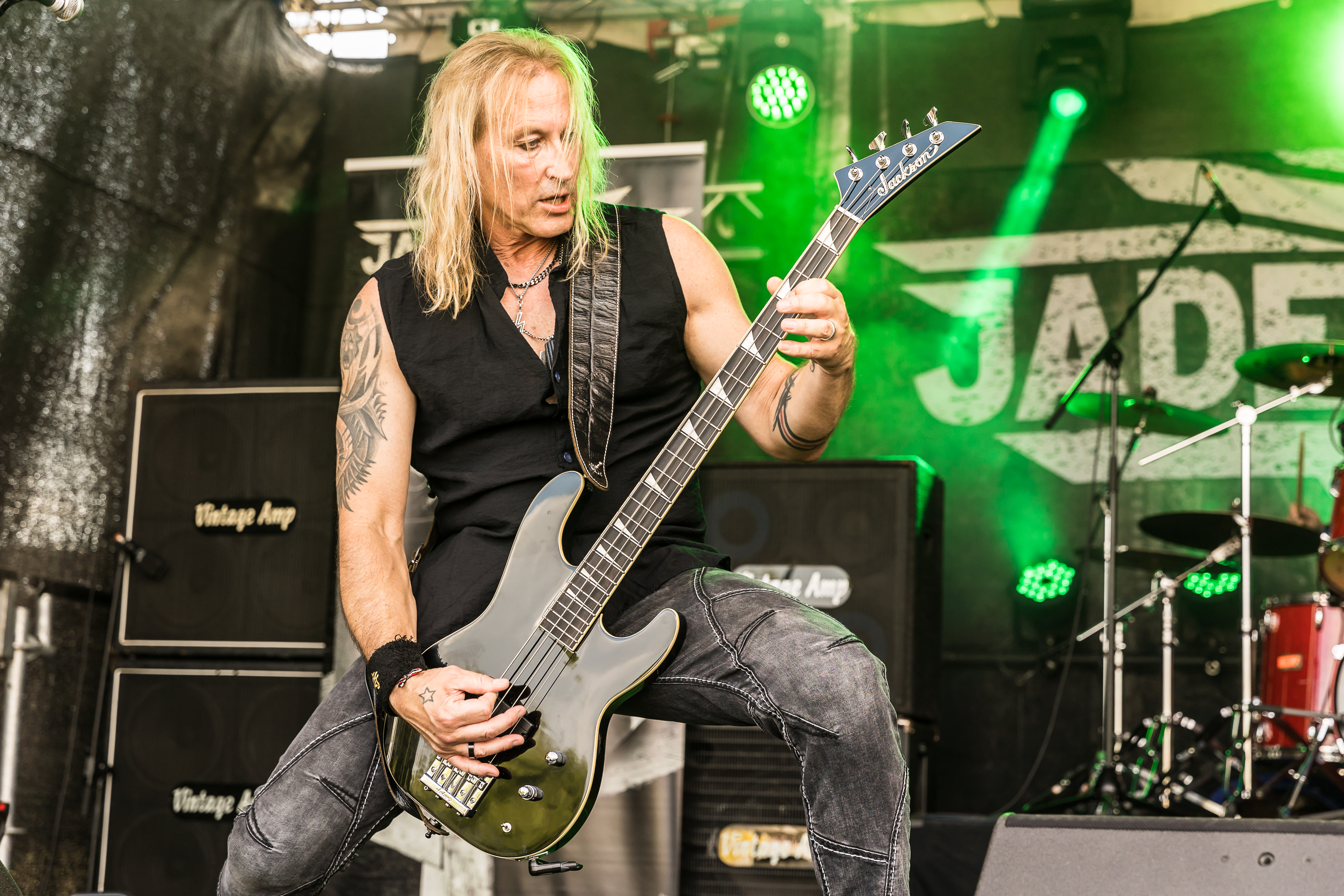
Bassist Michael Müller

## Diskografie

### Alben
- 1994: Inside Out
- 1996: Slaves and Masters
- 1998: Mystery Eyes
- 1999: IV
- 2001: Diary (Kompilation)
- 2002: The Journey Will Never End
- 2004: Trust
- 2005: Helluva Time
- 2007: Sinister Mind
- 2009: Perfect Insanity
- 2013: Common Destiny
- 2014: Fight the System
- 2016: Guilty by Design
- 2018: Devil's Gift
- 2020: Stand Your Ground
- 2022: Heart Attack

### Videos
- 2007: Hero (Sinister Mind)
- 2012: With You (Common Destiny)
- 2014: Schizophrenic (Fight the System)
- 2016: Rescue Me (Guilty by Design)